# 알렉산데르 둡체크
알렉산데르 둡체크(슬로바키아어: Alexander Dubček [ˈaleksander ˈdupʈ͡ʂek], 1921년 11월 27일 ~ 1992년 11월 7일)는 체코슬로바키아의 정치인이자 프라하의 봄 당시 체코슬로바키아 공산당의 당수로서 자유화를 이끌었지만 바르샤바 조약군의 체코슬로바키아 침공으로 인해 축출당했다.
짧은 집권에도 불구하고 그가 펼친 일련의 정책들은 인간의 얼굴을 한 사회주의로 알려졌으며, 벨벳 혁명의 원인으로 지목되기도 한다.

## 어린 시절
둡체크는 방금 미국에서 귀국한 장인의 아들로 오늘날 슬로바키아에 속하는 우흐로베츠에서 태어났다.  1925년부터 1938년까지 그의 가족은 소련에서 살았으며 그는 거기에서 교육을 받았다.  제2차 세계 대전 동안 그는 슬로바키아에서 독일군에게 저항하는 지하 운동의 활동적인 일원이었다.

## 정치 경력
전쟁이 끝난 후, 둡체크는 체코슬로바키아 공산당의 공무원으로서 자신의 경력을 이루었다.  그는 슬로바키아 공산당, 그러고나서 1962년 체코슬로바키아 공산당의 상임 간부회로 선출되었으며 이어진 해에 그는 슬로바키아 공산당 중앙 위원회의 제1서기가 되었다.  1968년 1월 체코슬로바키아 공산당의 제1서기로서 아직 안토닌 노보트니를 계승했을 때 그는 자신의 당에서 잘 알려지지 않았고 외부에서 전혀 알려지지 않았다.
정치 생활에서 만연했던 엄격한 교리의 휴식을 위한 압박은 숙고적인 시간을 위하여 체코슬로바키아에서 가중되어 있었고 경제적 불만으로 인하여 강화되었다.  둡체크는 이 운동의 의인이 되었고 "인간의 얼굴과 함께 사회주의"를 소개하는 것을 약속하였다.  권력으로 오른 후, 검열이 완화되었고 새로운 연방 헌법, 더욱 큰 시민의 자유를 위하여 마련될 새로운 입법과 비공산당들에게 더욱 큰 자유를 주는 새로운 선거법을 위하여 계획들이 만들어졌다.  

## 프라하의 봄

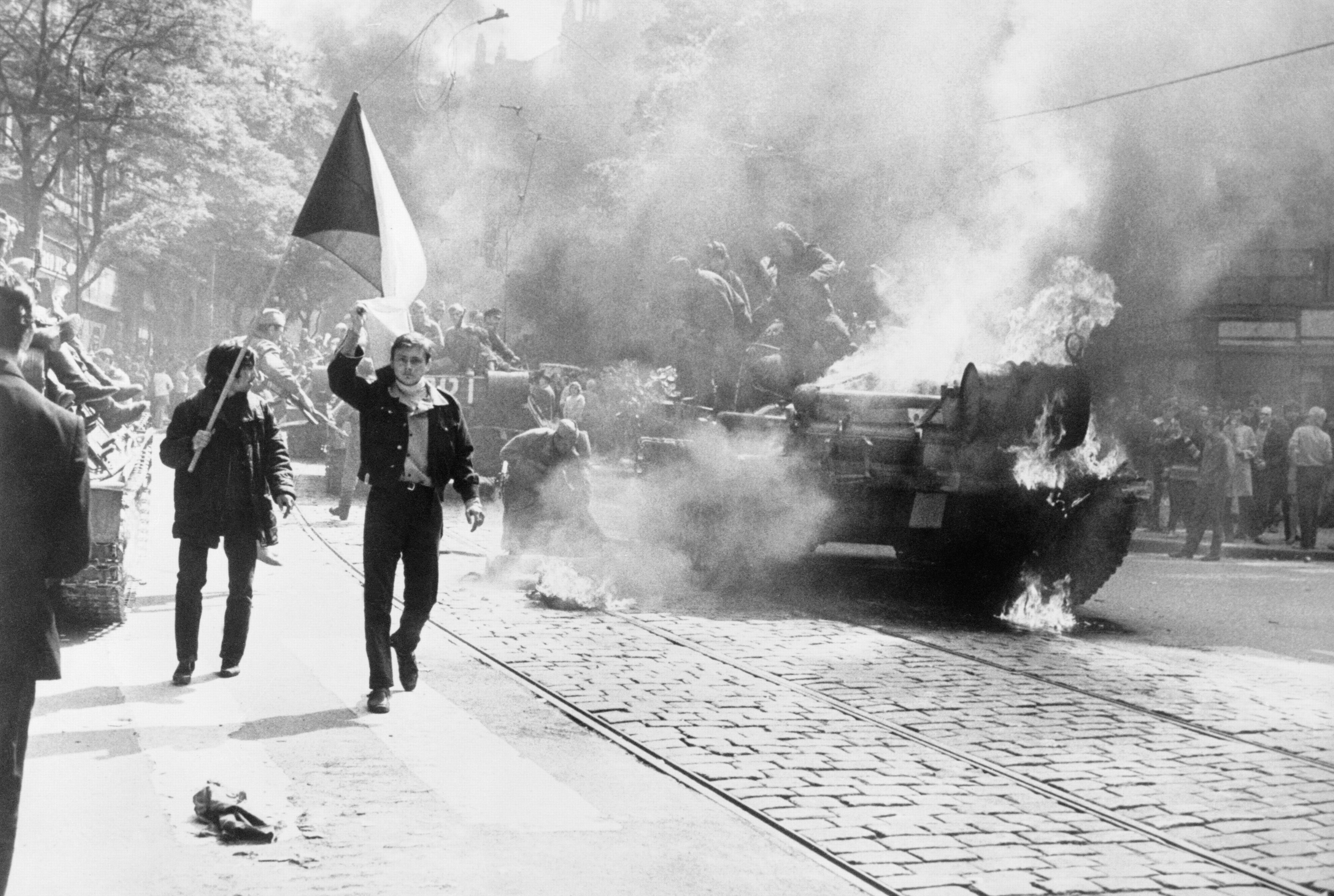
프라하의 봄 (1968년)

이 개발들과 함께 소련 정부는 점점 불안해졌고 1968년의 봄과 여름을 통하여 둡체크와 그의 동료들에게 일련의 경고를 발령내렸다.  둡체크는 진보와 보수의 극단 사이에 중간 과정을 조종하려고 시도하였고 소련의 지도자들과 한 여름의 직면에서 그는 자신의 정책들의 반전을 위한 그들의 요구들에 확고히 저항하였다.
그것은 이 경우에 둡체크가 그의 주장을 이겼다고 생각되었으나 8월 20일 소련과 다른 바르샤바 조약 기구 회원국들의 군대가 체코슬로바키아를 점령하였다.  어떤 역사가들은 소련군 침입의 직접적인 원인이 이전의 해에 둡체크에 의하여 창시된 활동 프로그램이었다는 것을 믿는다.  둡체크를 위한 지지에 관한 대량의 시위들은 당분간 그에게 권력을 유지하였으나 그의 자유주의 정치 프로그램은 버려졌다.  

## 브라티슬라바에서 망명 생활
다음 2년 동안 둡체크는 차자 권력으로부터 제거되었다.  1969년 4월 그는 정통파 구스타우 후사크에 의하여 대체되는 데 공산당 제1서기로서 사임을 하였다.  그해 9월 그는 상임 간부회로부터, 그리고 이듬해 1월 중앙 위원회로부터 해임되었다.  1969년 13월 그는 체코슬로바키아 대사로서 터키로 보내졌다.  그가 공산당으로부터 제명되었고 짧은 후에 자신의 대사직으로부터 해임되었을 때 1970년 6월 27일 최후의 일격이 왔다.  거기로부터 그는 외부 세계로부터 적은 연락과 비밀경찰에 의한 지속적이고 철저한 감독과 함께 브라티슬라바에 있는 임업 진영에서 거의 20년 동안 감금되었다.
그 동안 둡체크가 시작한 태도는 그들의 힘으로 계속되었다.  1977년 1월 1일에 취임 선언의 이름을 딴 77 헌장으로 알려진 작은 지하 운동은 다음 12년 동안 2,000명의 회원들로 자라났다.  이웃하는 폴란드에서 더욱 큰 개방성과 인권을 위한 운동에 영향을 받은 77 헌장은 전직 공산당원과 종교 활동가들을 포함한 지도자들의 넓은 스펙트럼에 의하여 창조되었다.  그들은 공산당 정부에 의하여 끊임없이 핍박과 박해를 받았으나 마음을 누그러뜨리지 않았다.  경찰은 1989년 각각 새로운 체코슬로바키아 정부의 대통령과 외무장관이 된 바츨라프 하벨과 이르지 디엔스트비에르를 포함한 수천명의 단체 지도자들을 체포하였다.
둡체크는 미하일 고르바초프의 글라스노스트 진보 정책을, 그리고 그 후임 페레스트로이카를 높이 찬성하였다.  자신이 어떤 근본적인 다른점들이 있었다는 것을 지적했던 동안 그는 프라하의 봄에서 흥행하는 데 자신이 노력했던 같은 윤리에서 나온 것을 믿었다.  1987년 고르바초프가 체코슬로바키아를 방문한 후, 비밀경찰은 둡체크를 내버려두기 시작하였다.

## 벨벳 혁명
1989년 11월 17일 학생의 나치스 잔혹행위 기념이 약간의 자극으로 경찰에 의하여 잔혹하게 폭행을 당했다.  정부에게 분파화된 반대파는 사건에 의하여 하나의 목적으로 뭉쳐졌고 하벨에 의하여 이끌어진 시민 포럼을 형성하였다.  그는 폭동 영상을 입수하였고, 피해자들을 인터뷰 하였으며 이용이 가능한 텔레비전에서 은밀하게 재생된 국가를 걸쳐 수천 부를 배포하였다.  국민들은 염증을 느끼고 더욱 더 큰 시위대들이 바츨라프 광장을 채웠다.  이 빠르고 평화로운 운동은 벨벳 혁명으로 알려졌다.  폭동이 있던 겨우 1주 후에 하벨과 둡체크는 한 목소리로 후자의 복원을 요구한 군중에게 함께 나타났다.
처음에 각본가인 하벨은 둡체크의 그림자에 서 있느라 작정하였고, 1990년 연방 선거 무렵에 둡체크가 연방 국회의 의장이 될 것으로 결정이 내려졌다.  그러고나서 둡체크는 만장일치로 받아들여진 대통령직을 위하여 하벨을 제안하였다.

## 이후의 세월

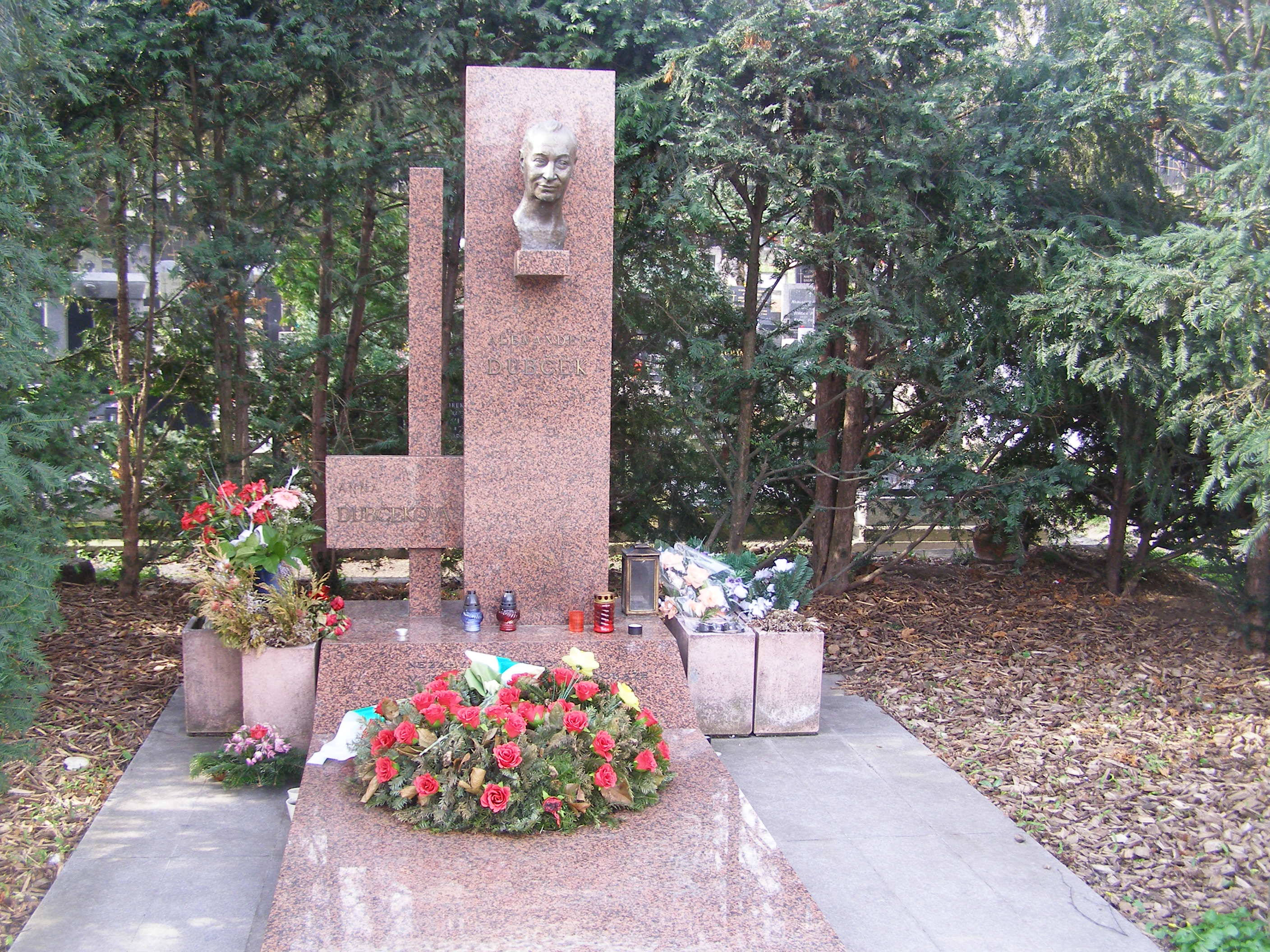
둡체크의 묘비

자신의 마지막 세월에 둡체크는 유럽의 사회민주주의의 아이디어들, 특히 전 서독의 총리 빌리 브란트와 자신을 맞추었다.  1992년 둡체크는 슬로바키아에서 사회민주당의 당수가 되었다.  그 무렵에 그는 이미 병이 들어 체코슬로바키아 국회의 의장으로서 2년간 사실상 24시간 내내 일을 하였다.  그가 극복하지 못한 엄청난 충격은 1991년 9월 자신의 부인 안나 여사의 사망이었다.  1년 후, 둡체크는 자동차 사고를 당하였고 즉각적인 죽음을 간신히 피하였다.  의사들은 기타 심각한 질병은 물론, 그의 척추가 부러졌다는 진단을 받았다.  그는 1992년 11월 7일 자신의 71세 생일을 10일 앞둔 체 사망하였다.  그 짧은 후에 체코슬로바키아는 벨벳 이혼으로 알려진 사건으로 체코 공화국과 슬로바키아로 평화롭게 갈라졌다.

## 같이 보기
- 프라하의 봄
- 인간의 얼굴을 한 사회주의